# Le Mystère du triangle des Bermudes
Pour les articles homonymes, voir The Bermuda Triangle.
Pour plus de détails, voir Fiche technique et Distribution.
Le Mystère du triangle des Bermudes (Triangulo diabólico de las Bermudas) est un film fantastique mexicain-italien coécrit et réalisé par René Cardona Jr., sorti en 1978.

## Synopsis
L'équipage du Black Whale III, composé de la famille Marvin et de photographes sous-marins, navigue sur l'océan pour tenter de retrouver la cité Atlantide, probablement engloutie dans le triangle des Bermudes qu'ils approchent de très près. Lors de leur trajet, ils récupèrent une poupée en train de flotter sur l'eau que Diana, la plus jeune des enfants Marvin, décide de garder. Mais, très vite, visiblement possédée par celle-ci, elle annonce à tous les autres passagers qu'ils vont mourir un par un tout en leur donnant l'ordre dans lequel ils vont décéder. Quant au cuisiner du bateau, elle l'enferme dans le congélateur mais il est libéré à temps. Un peu plus tard, leur lentille de Fresnel signale un SOS provenant d'un navire qui a disparu il y a cent ans.
Arrivée à destination, l'équipage organise une exploration sous-marine pour explorer les ruines de la cité disparue. Mais un tremblement de terre se produit et écrase les jambes de Michelle, la fille aînée des Marvin. Alors que le Black Whale III essaye d'accoster sur une île voisine, une gigantesque tempête les frappe violemment. Leur tentative de regagner la terre à Bimini est désormais sans espoir car leurs moteurs sont endommagés. Perdus en pleine mer, une série d'accidents ou de disparitions inexplicables se produit sous le regard ravi de Diane et de sa poupée diabolique. Une énorme vague emporte ses parents dans l'océan, où ils meurent noyés, puis son grand frère Dave et un autre passager, Alan, prennent la fuite sur un petit bateau à moteur pour ramener Michelle à l'hôpital pour qu'elle soit amputée. Celle-ci meurt de ses blessures lors du voyage. Après avoir traversé un banc de brouillard, ils disparaissent sans laisser de traces. Seul le cadavre de Michelle sera retrouvé. Sur le Black Whale III, le cuisinier se tranche la gorge accidentellement et l'ingénieur est tué par les hélices du moteur qu'il réparait, actionné par Diana et sa poupée...
Inquiet des événements dramatiques se déroulant sur son transport, le capitaine Briggs utilise la radio pour appeler à l'aide à Bimini et son essai est une réussite. Pourtant, son interlocuteur refuse de le croire et signale que son navire a disparu... dix ans auparavant et que la famille Marvin n'a jamais donné aucun signe de vie. Condamnés à disparaître, Briggs, Diana et les rares survivants s'enfoncent dans le triangle des Bermudes... Quant à la poupée, elle flotte à nouveau sur l'océan...

## Fiche technique
- Titre français : Le Mystère du triangle des Bermudes
- Titre original espagnol : Triangulo diabólico de las Bermudas
- Titre italien : Il triangolo delle Bermude
- Titre anglais : The Bermuda Triangle, The Secrets of the Bermuda Triangle ou Devil's Triangle of Bermuda
- Réalisation : René Cardona Jr.
- Scénario : René Cardona Jr., Stephen Lord et Carlos Valdemar, d'après l'ouvrage Le Triangle des Bermudes de Charles Berlitz
- Montage : Alfredo Rosas Priego
- Musique : Stelvio Cipriani
- Photographie : León Sánchez
- Production : René Cardona Jr. et Angelo Giacomo
- Sociétés de production : Corporación Nacional Cinematográfica, Productora Filmica Real et Nucleo Internazionale
- Société de distribution : Sunn Classic Pictures
- Pays d'origine :  Mexique,  Italie
- Langue originale : anglais
- Format : couleur
- Genre : fantastique
- Durée : 112 minutes
- Dates de sortie :
  - Italie : 10 février 1978
  - Mexique : 16 mars 1978
  - France : 14 avril 1978

## Distribution
- John Huston : Edward Marvin
- Gloria Guida : Michelle Marvin
- Marina Vlady : Kim Marvin
- Hugo Stiglitz : capitaine Mark Briggs
- Claudine Auger : Sybill
- Carlos East : Peter
- René Cardona III : Dave Marvin (crédité sous le nom de Al Coster)
- Andrés García : Alan
- Gretha : Diana Marvin
- Jorge Zamora : Simon, le cuisinier
- Miguel Ángel Fuentes : Gordon, l'ingénieur
- Andrés García Jr. : Billy
- Mario Arévalo : Tony